# Дартгейзен
Дартгейзен (нід. Darthuizen) — селище в нідерландській провінції Утрехт. Входить до муніципалітету Утрехтсе-Гевелрюг.
Його площа становить 6,84 км², а населення станом на 2021 рік складало 295 осіб.
Перша згадка про населений пункт датується 1253 роком. Наразі у ньому нараховується близько 40 будинків.
До 1857 року мало статус окремого муніципалітету.

## Галерея

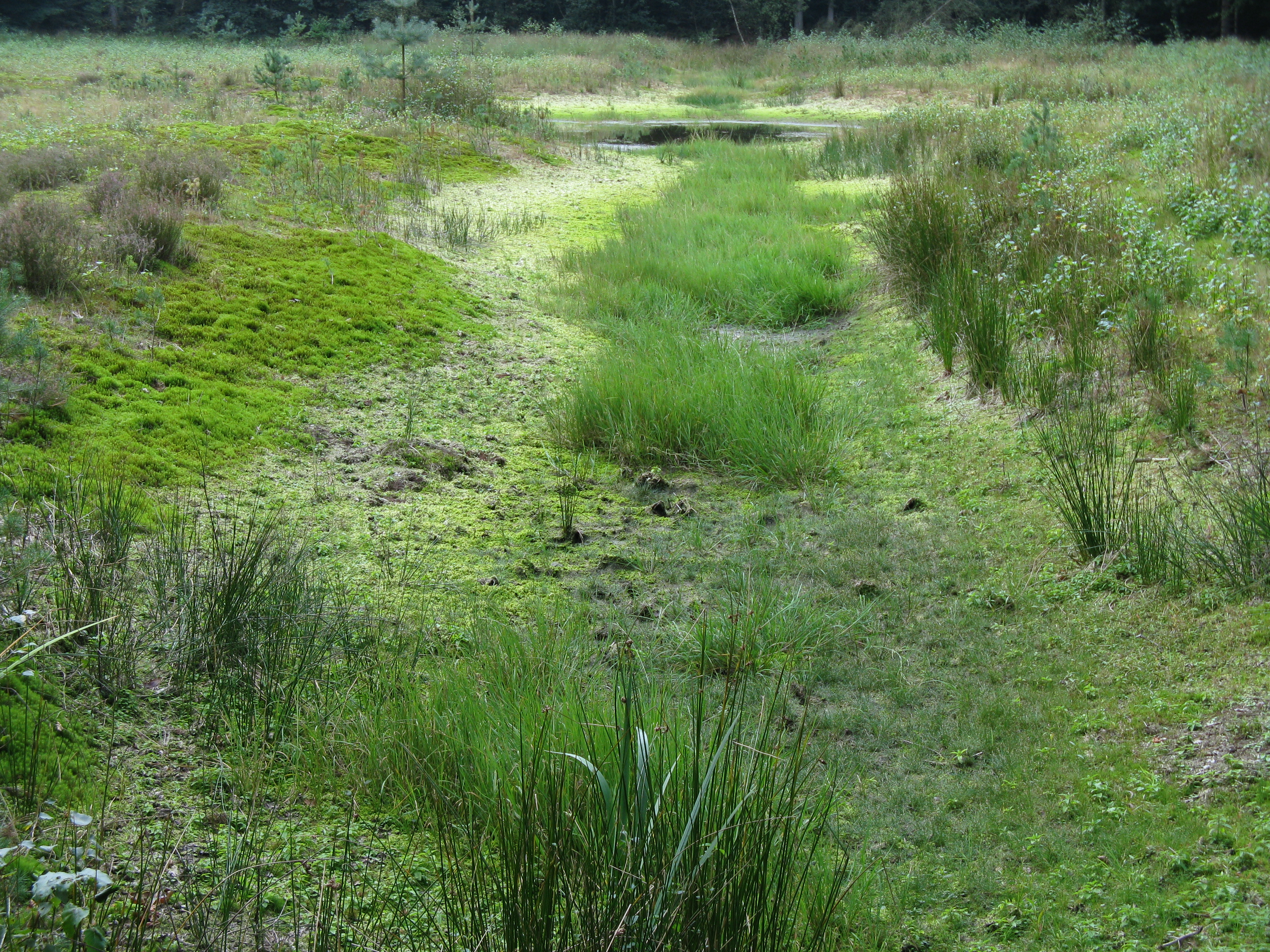
Природа поблизу селища
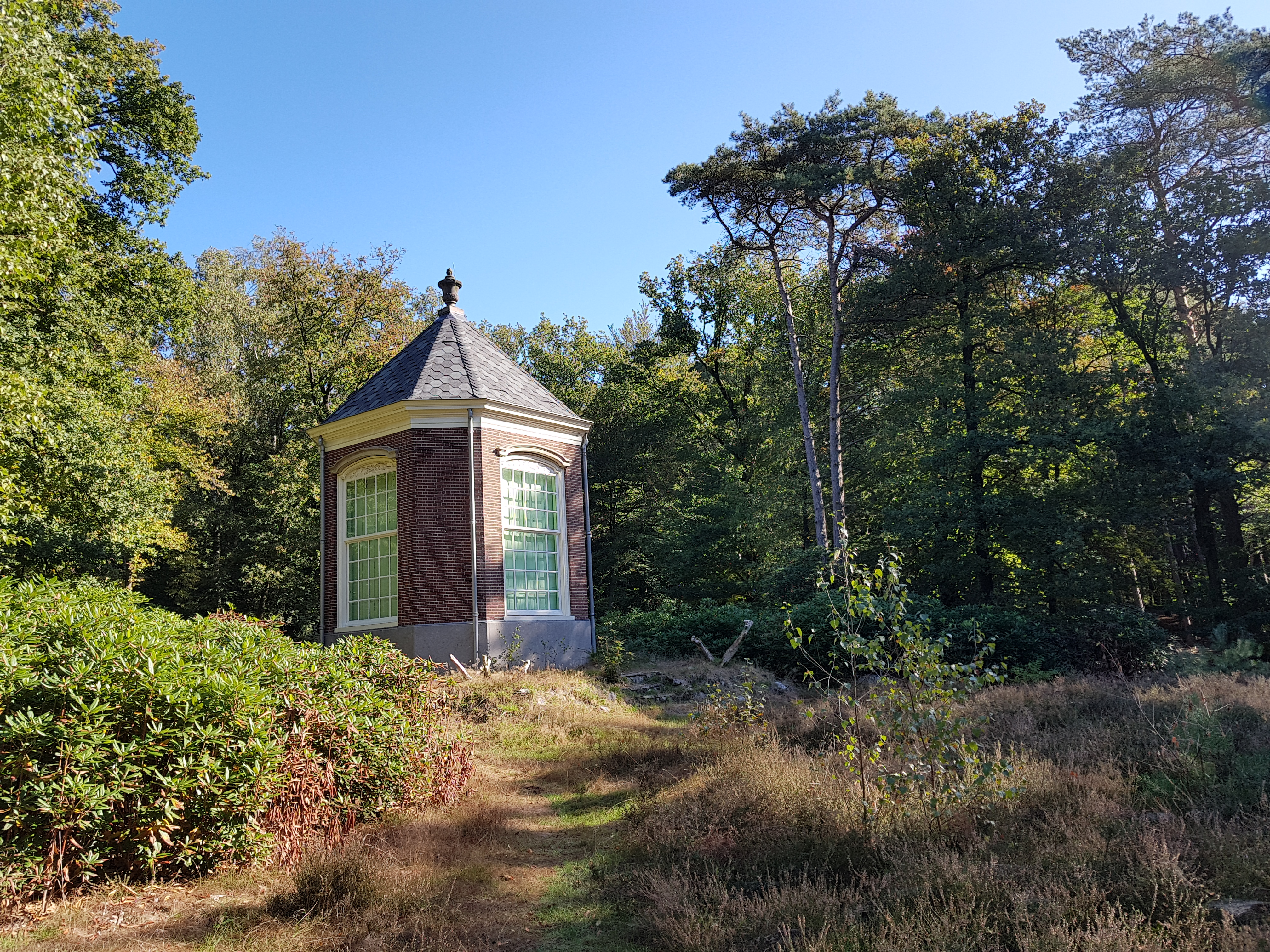
Чайний будиночок у селищі
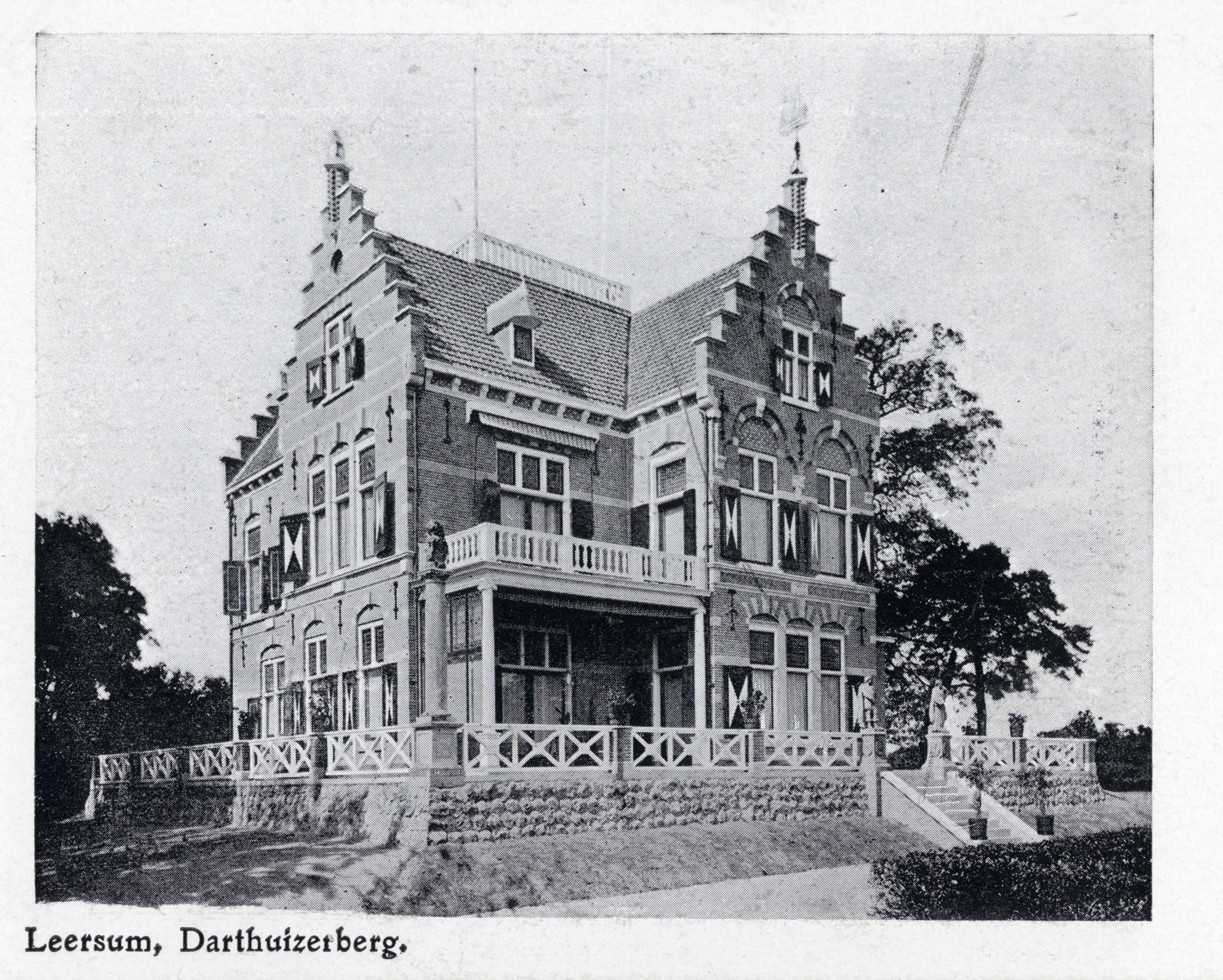
Маєток Дартгейзен (знесений 1960)
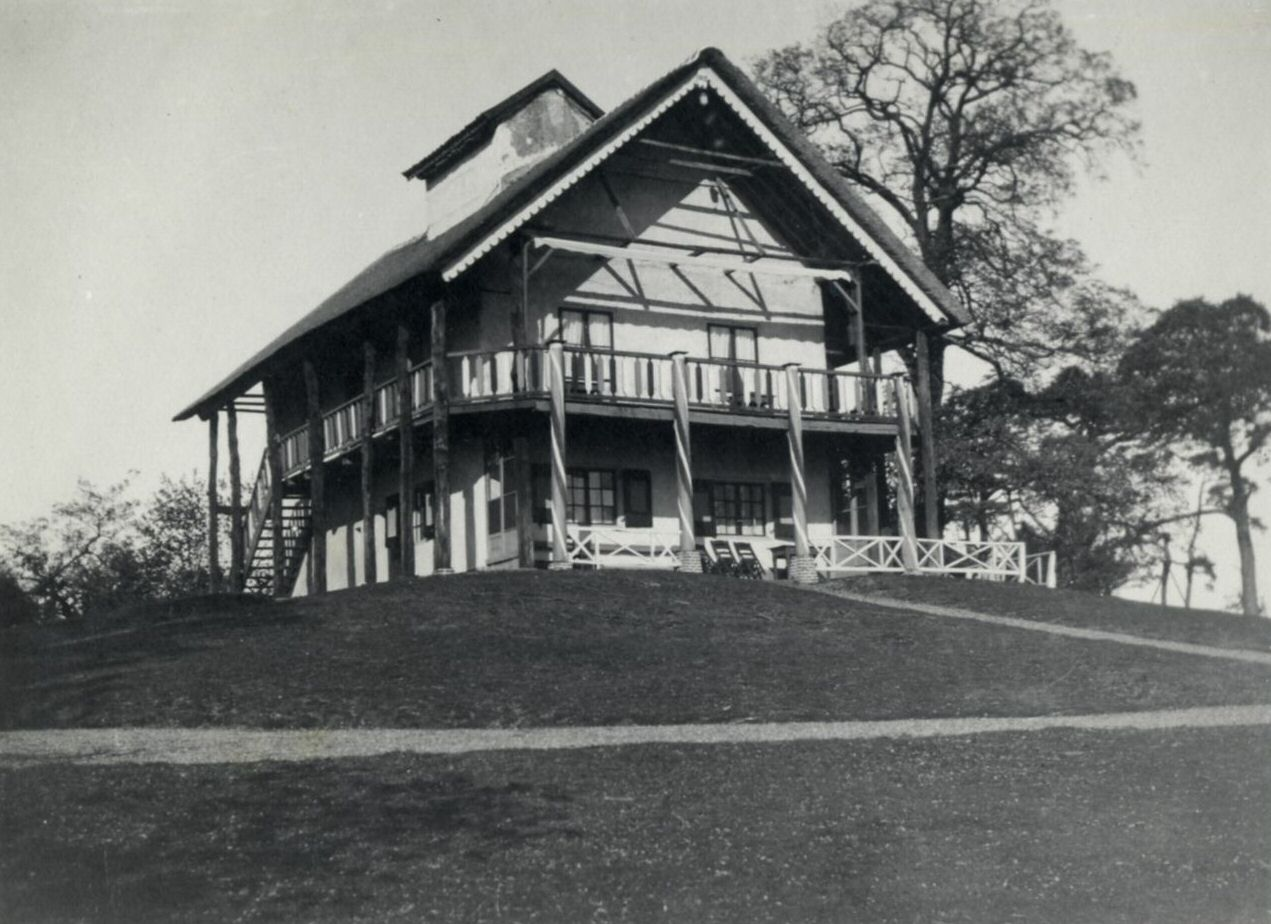
Садиба Дартгейзен (знесений 1900)